# Neomammillaria polygona
Neomammillaria polygona là một loài thực vật có hoa trong họ Cactaceae. Loài này được (Salm-Dyck) Britton & Rose mô tả khoa học đầu tiên năm 1923.